# Irmãos Goulart Futebol Clube
Irmãos Goulart Futebol Clube foi uma agremiação esportiva da cidade do Rio de Janeiro.

## História
Fundado em 1916 por funcionários do matadouro Irmãos Goulart S/A. O clube desapareceu em 1926 após ceder sua sede ao Olaria Atlético Clube. 
O clube foi refundado em 1 de agosto de 1932 para disputar o Departamento Autônomo do Rio de Janeiro, competição conquistada em 1956.

## Estádio da Rua Bariri
Custódio Nunes, co-proprietário do matadouro Irmãos Goulart S/A, era dono do nº 251 da Rua Bariri, aonde eram guardados os bois para abate e era campo para os jogos do Irmãos Goulart Futebol Clube. Em 1925, Noemia Nunes, filha de Custódio, doou o terreno ao Olaria Atlético Clube. O Estádio Antônio Mourão Vieira Filho viria a ser instalado no local anos depois.